# 克拉斯諾卡姆斯基區
56°08′N 54°10′E / 56.133°N 54.167°E
克拉斯諾卡姆斯基區（俄语：Краснокамский район），是俄羅斯的一個區，位於該國西南部，由巴什科爾托斯坦共和國負責管轄，始建於1935年1月31日，面積1,595平方公里，2010年人口27,986，人口密度每平方公里17.55人。